# Sil (vattenreglering)

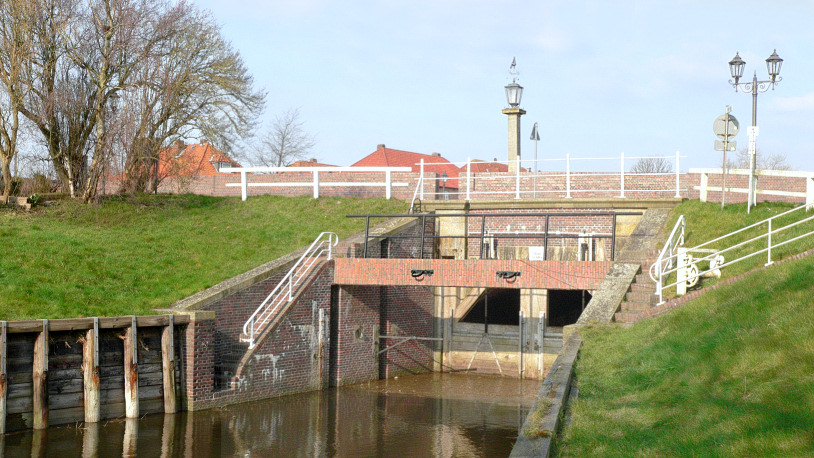
Sil i Hooksiel.

Sil (tyska Siel, nordfrisiska Sil, nederländska Zijl eller Spuisluis) är en slussanordning i en dammanläggning (exempelvis vid Nordsjökusten), genom vilken överloppsvatten vid pågående tidvatten ledes ut i havet samtidigt som havsvattnet hindras från att tränga in på marsklandet bakom dammen.